# العرائش
العرائش هي مدينة مغربية وعاصمة الإقليم الذي يحمل نفس اسمها. تقع في جهة طنجة تطوان الحسيمة، على بعد حوالي 85 كم من طنجة و105 كم من تطوان شمال غرب البلاد. وهي تقع على ساحل المحيط الأطلسي، على الضفة اليسرى من واد لوكوس.
ويبلغ عدد سكانها 125,008 نسمة (وفقا لتعداد عام 2014). في المناطق المجاورة لها (على الضفة اليسرى لمصب لوكوس) تقع أطلال ليكسوس، وهي مستوطنة فينيقية استوطنها بعدهم القرطاجيون قبل أن تصبح فيما بعد مستعمرة رومانية وجزء من مقاطعة موريطنية الطنجية.

## التاريخ
من أقدم المدن المغربية، عرفت أربع حقب فينيقية وقرطاجية ورومانية وإسلامية، كما تسبب موقعها الإستراتيجي في تعرضها للغزوات الإيبيرية، هذا التعاقب الحضاري ساهم في منح المدينة العديد من المعالم التاريخية التي تعكس غنى ثقافة المدينة والتي حافظت بالخصوص على آثار الوجود الإيبيري الذي اندمج مع العمارة الإسلامية بجانب طابعها الأمازيغ ي الدائم، في حين تظل ليكسوس المدينة القديمة شاهدة على عظمة فترة تاريخ المغرب القديم.
تقع مدينة ليكسوس على بعد 3 كيلومترات من العرائش على ربوة في مدخل المدينة شمالا وعلى ضفة نهر اللوكوس وقد تم اختيار الموقع من طرف الفنيقيين لسهولة الاتصال عبر النهر المؤدي إلى المحيط الأطلسي. ثم تعاقب على المنطقة الرومان الذين شيدوا مجموعة من المدن المغربية القديمة مثل: تمودا (تطوان) وليلي (منطقة فاس) تنجيس (طنجة)... إلخ.
تعرضت مدينة العرائش لحملات استعمارية عدة حيث تعتبر من الثغور المهمة والإستراتيجية بشمال المغرب وقد أولاها ملوك المغرب اهتماما بالغا لموقعها القريب من أوروبا ولصد هجمات البرتغال والإسبان حيث كانت أمنياتهم احتلال المدينة بأي طريقة كانت، فقد حاول البرتغاليون احتلالها عدة مرات الأولى سنة 1489 م من خلال بناء قلعة ثم سنة 1504 و 1508 م تم صد هجماتهم ثم سنة 1575 م حيث جيَش ملك البرتغال حملة لاحتلال العرائش من خلال مهاجمتها واحتلالها عن طريق البحر مما نتج عنها وقوع معركة وادي المخازن المشهورة وانهزامهم فيها. فترة الاستعمار الأسباني عرفت عدة مراحل من خلال تصورهم للمدينة وذلك باعطائها أهمية بالغة في مخططاتهم التوسعية: الأولى بدأت سنة 1607 - 1608م ولكن دون جدوى إلى أن تم لهم ذلك سنة 1610 من خلال معاهدة تسليم المدينة للإسبان مقابل مساعدتهم لأحد ملوك السعديين ضد أخيه وهو محمد الشيخ، دام مقامهم بها 80 سنة إلا أن حررها مولاي إسماعيل أحد ملوك الدولة العلوية سنة 1689 م، ولكن نواياهم الاستعمارية استمرت إلى أن تم احتلالها مرة ثانية سنة 1911م من خلال عملية إنزال عسكري بحري على شاطئها. مميزات المدينة أنها تشتمل على ثقافتين المغربية والإسبانية وخصوصية الهندسة المعمارية التي ما زالت آثارها موجودة لحد الآن مثلها مثل مدن شمال المغرب وهذا التأثير كان في اللغة ونمط الحياة السكاني إلا أنه الآن تغير من خلال هجرة سكان البوادي إلى المدينة.

### العصور القديمة
عرف المغرب في العصور القديمة عدة تحولات وتغيرات.. وقد شهدت مدينة العرائش غزو من طرف الرومان سنة 42 م قبل أن تسقط الإمبراطورية الرومانية على يد الشعوب الجرمانية سنة 476م وبتالي يكون العصر القديم قد استغرق حوالي 1000 سنة شهدت فيه عدة حروب وقد بلغت الوقائع ذروتها سنة 1337م فقد كان العصر القديم عصر الفروسية والفرسان فقد أولى الفرسان الحرب الاهتمام الأول ولأخير وقد كان مجتمعا فيوداليا تتغلب عليه النزعة الحربية وكانت العلاقات القائمة في مجتمع هي روابط عملية من الفلاح إلى الفرسان إلى السينيور إلى الملك ولم تكن تجمعهم المواطنة وهذا خطأ كبير وفادح في نظام الفيودالي الناس ليسو مواطنون !!!! تخلل عن ذلك ظهور العصر الحديث على يد لأتراك العثمانيون.
العرائش مدينة عرفت اطماع الغرب منذ القدم فهي مدينة ذات موقع استراتيجي غنية الموارد الطبيعية.

### عمارة

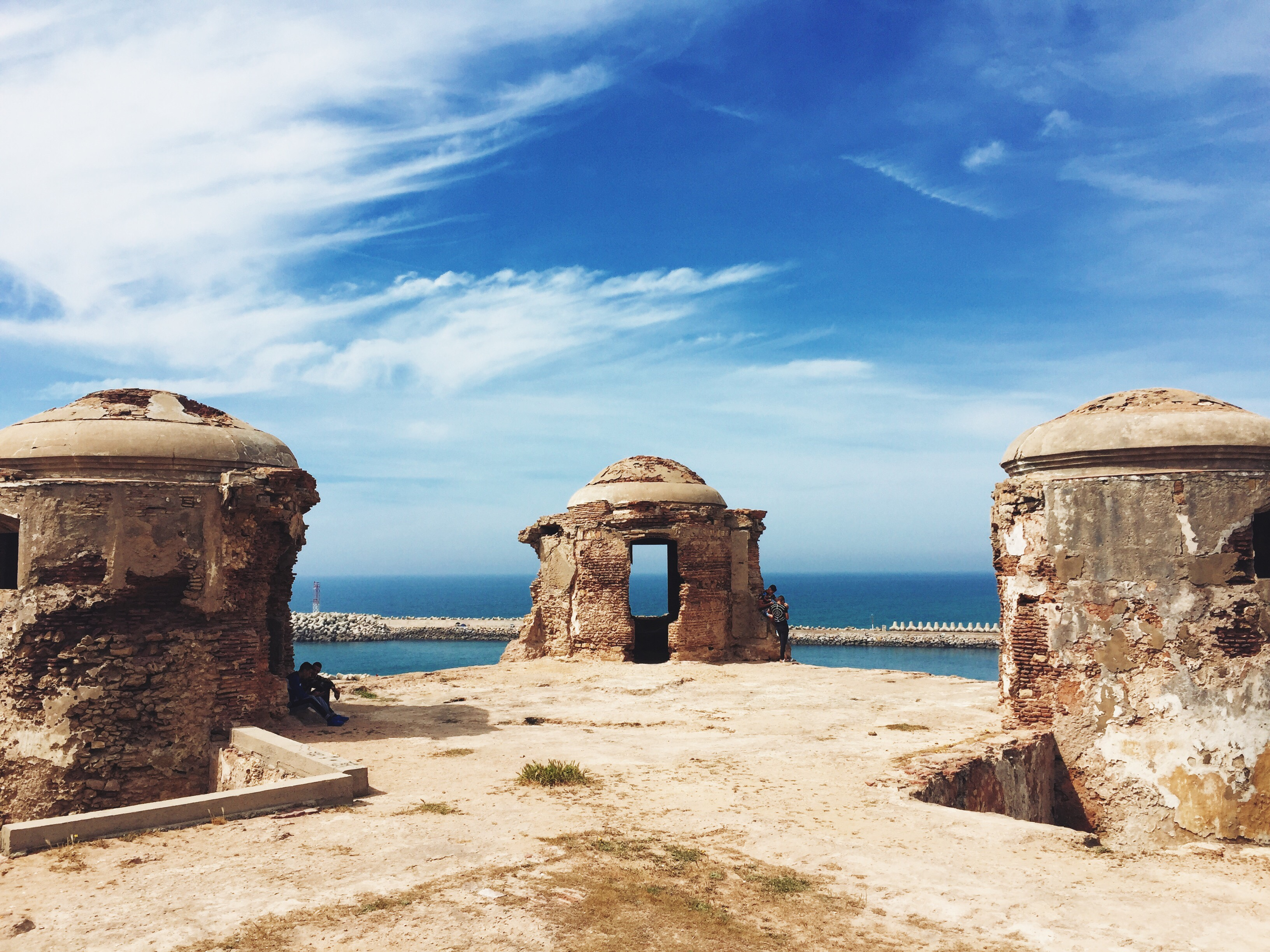
أطلال بروج على قمة حصن القبيبات في مدينة العرائش المغربية

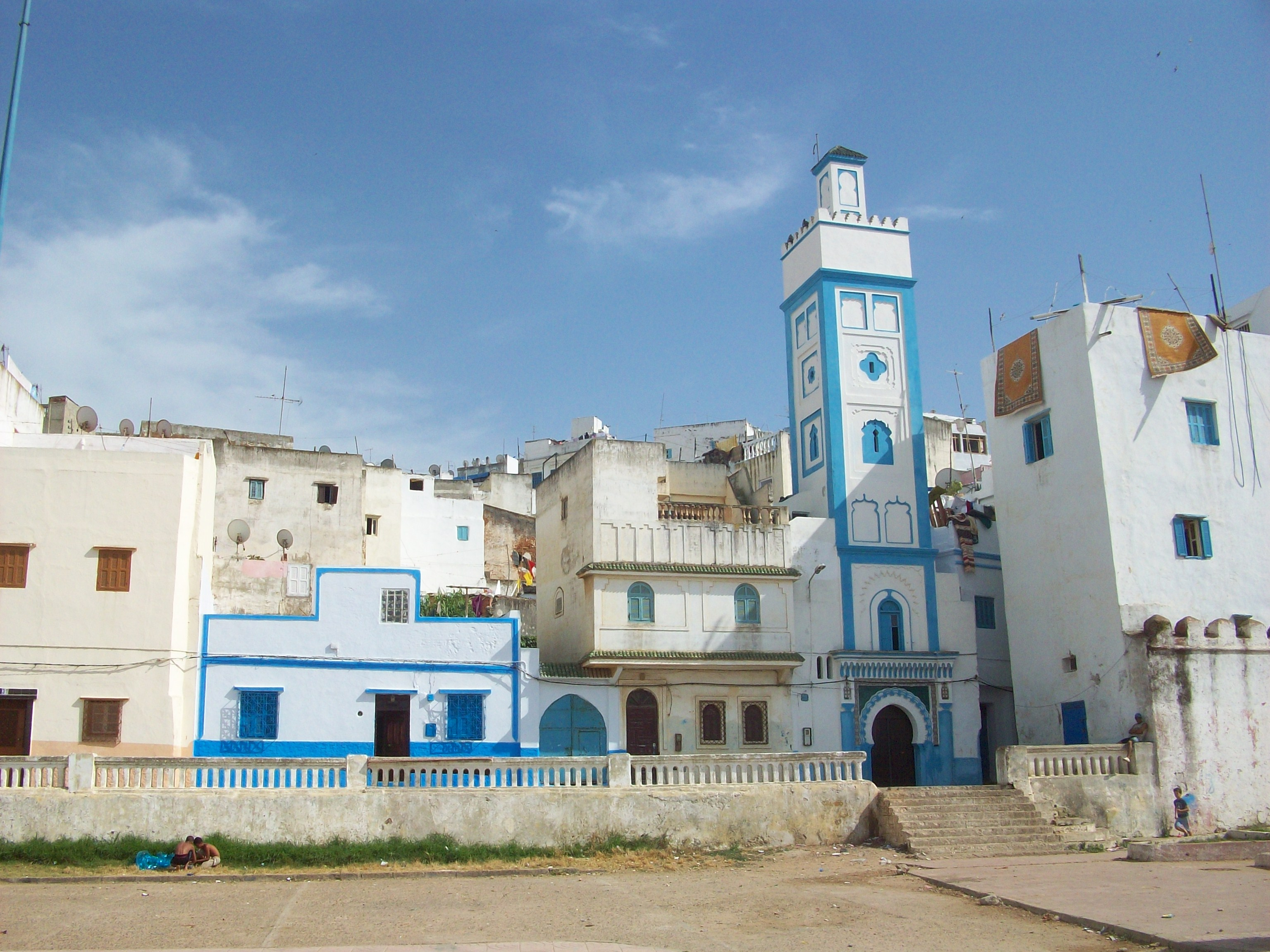
المدينة القديمة بالعرائش

يمتاز وسط المدينة المسماة بساحة التحرير بجمالية البنايات المكونة من مختلف المدارس الهندسية الأوروبية المعروفة آنذاك والتي تمنحها نماذج من الهندسة الموريسكية الجديدة التي يعتبر المغرب المرجع الأساسي لها، وتعتبر هذه بمثابة عنصر ارتباط مع المدينة القديمة، والملاحظ في هذه البنايات التي تزخر بها هذه الساحة تعرضها للإهمال، وإن عدم ترميمها من جديد سيجعلها مهددة بالانهيار وقد تم هدم إحداها وتغييرها ببناية عصرية لا تمت لتلك الهندسة القديمة بصلة، كما جاء في موقع إلكتروني خاص بمدينة العرائش.
أما السوق فيشمل محلات بيع الخضر واللحوم والسمك وأشياء أخرى، هذا السوق ذو العمارة المتميزة ويذكر أن مبنى السوق المركزي للعرائش، هو عمل أنجزته الإدارة الإسبانية في عهد الحماية بالمغرب، وضع حجره الأساسي سنة 1924، وهو مشروع للمهندس أندريس جالمبس ندال، واستأنفه بعده سنة 1925 المهندس ليون أورزايس، مهندس مجلس الأعمال المحلية، والذي قام بإدخال بعض التغييرات الخارجية عليه، وقد انتهت عملية البناء سنة 1928، حيث بدأ العمل به منذ ذلك التاريخ، وإلى اليوم. ومن حيث معالمه العمرانية، فالبناية تشغل فضاء كاملا بالحي الإسباني بالعرائش، بمساحة 60 على 60 مترا، وقد عرفت هذه المعلمة عدة مشاكل بسبب الإهمال المتكرر إلى أن تم إصلاح وترميم هذا البناء من طرف حكومة الأندلس الإسبانية على اثر اتفاقية مع المجلس البلدي للمدينة. أما المدينة القديمة فتتميز بالطراز المغربي القديم، المتكون من أزقة ضيقة، متصلة بعضها مع بعض وأبنية متلاصقة ومتجانسة من خلال ألوانها الأبيض والأزرق، تمتاز بيوتها من الداخل بالطابع العربي الأندلسي المتكون من وسط البيت وغرف عالية السقف ومنقوشة بأشكال هندسية إسلامية غاية في الجمال والروعة، وتتخلل أزقتها الضيقة بوابات مشهورة مثل باب القصبة، باب البحر، باب القبيبات، باب المدينة ومساجد عتيقة كجامع الكبير المبني في القرن 13م ومحاطة بسور من كل الجهات ومتلاصق مع الحصون التي كانت تحيط بها وتحميها من الغزاة الأجانب الوافدين عن طريق البحر من برتغاليين وإسبان. أي زائر لمدينة العرائش ليس له إلا أن يقف مشدودا إلى بناية الكوماندانسيا المعروفة بصومعتها والتي كانت تتوسطها ساعة، يمكن رؤيتها من عدة أماكن بالعرائش، هذا البناء بناه مولاي إسماعيل خلال زيارته للمدينة واتخذها قصرا له، لكن بعد استرجاعها من طرف الإسبان خلال حملتهم الأولى على المدينة، وقد شيدها الأسبان على أنقاض قصر مولاي إسماعيل وأخيرا استعملها الإسبان كمقر للقيادة العسكرية خلال استعمارهم المدينة مرة ثانية بعد سنة 1911م وأدخلوا عليها تحسينات مما جعلهم يتخذونها مقر الحاكم العسكري أثناء احتلالهم للمدينة، مكانها وراء حي القصبة قرب المتحف الأثري ومسجد الأنوار، روعي في بنائها الفن المغربي- الأندلسي - حيث تتوفر على مأذنة وزخارف إسلامية، وقد تعرضت هذه المعلمة للتخريب بعض الشيء، من خلال إتلاف ساعتها الشهيرة في أعلى الصومعة وقد ذكر أن الأسبان أخذوها معهم عند رحيلهم من المدينة وبعض معالمها وقد تم إصلاحها أخيرا. حصن القبيبات الذي يقع فوق مقر الحراسة القديم المشرف على المحيط الأطلسي ومدخل نهر اللوكوس المحادي لحي القبيبات بالمدينة القديمة، يعتبر من الحصون القديمة التي كانت تمتاز بها المدينة، حيث أمر السلطان أحمد المنصور ببناء حصنين جديدين خلال القرن 16م وتحتل هذه القلعة مكان قلعة النصر التي شيدت في العصر الوسيط. حيث روعيت فيه الأسس الفنية السائدة في إيطاليا خلال القرن 16 الميلادي وذلك من خلال تصميمها من طرف أسير إيطالي. وقد أخدت عدة أسماء واستعملت كمستشفى مدني في عهد الإسبان إلى أن امتدت إليها يد الإهمال حيث لم يبق منها إلا الأطلال. حصن الفتح المعروف حاليا ببرج اللقلاق تم بناؤه من خلال النصر الذي احرزه السلطان أحمد المنصور الذهبي على البرتغاليين خلال القرن السادس عشر الميلادي وموقعه الآن وسط المدينة محاطاً بالحديقة العامة على جنبات شارع محمد الخامس.وقد حافظ على مقوماته رغم الإهمال الذي يعرفه من خلال عدم استغلاله سياحيا من طرف المجلس. المتحف الأثري للمدينة هو عبارة عن قلعة بناها السلطان يوسف بن عبد الحق المريني حاكم الدولة المرينية 1279 ميلادية، ثم استعمله الإسبان عند استعمارهم للمدينة كمخزن للأسلحة ومكان للقضاء ويقع قرب حي القصبة من الخلف مجاور للكوماندنسيا على ربوة تطل على مدخل المدينة من الشمال ونهر اللوكوس، وأصبح يحتوي على جل الآثار التي تؤرخ للمدينة خلال فترة الفنيقيين والإغريق والرومان ثم الفترة الإسلامية.، وقد تم اتخاذه متحفا أثريا للمدينة سنة 1973 ويحتوي على تحف وجدت في حفريات الموقع والتي تعرفنا بالحضارات التي توالت منذ العهد الفنيقي إلى العصر الإسلام.

## معرض صور

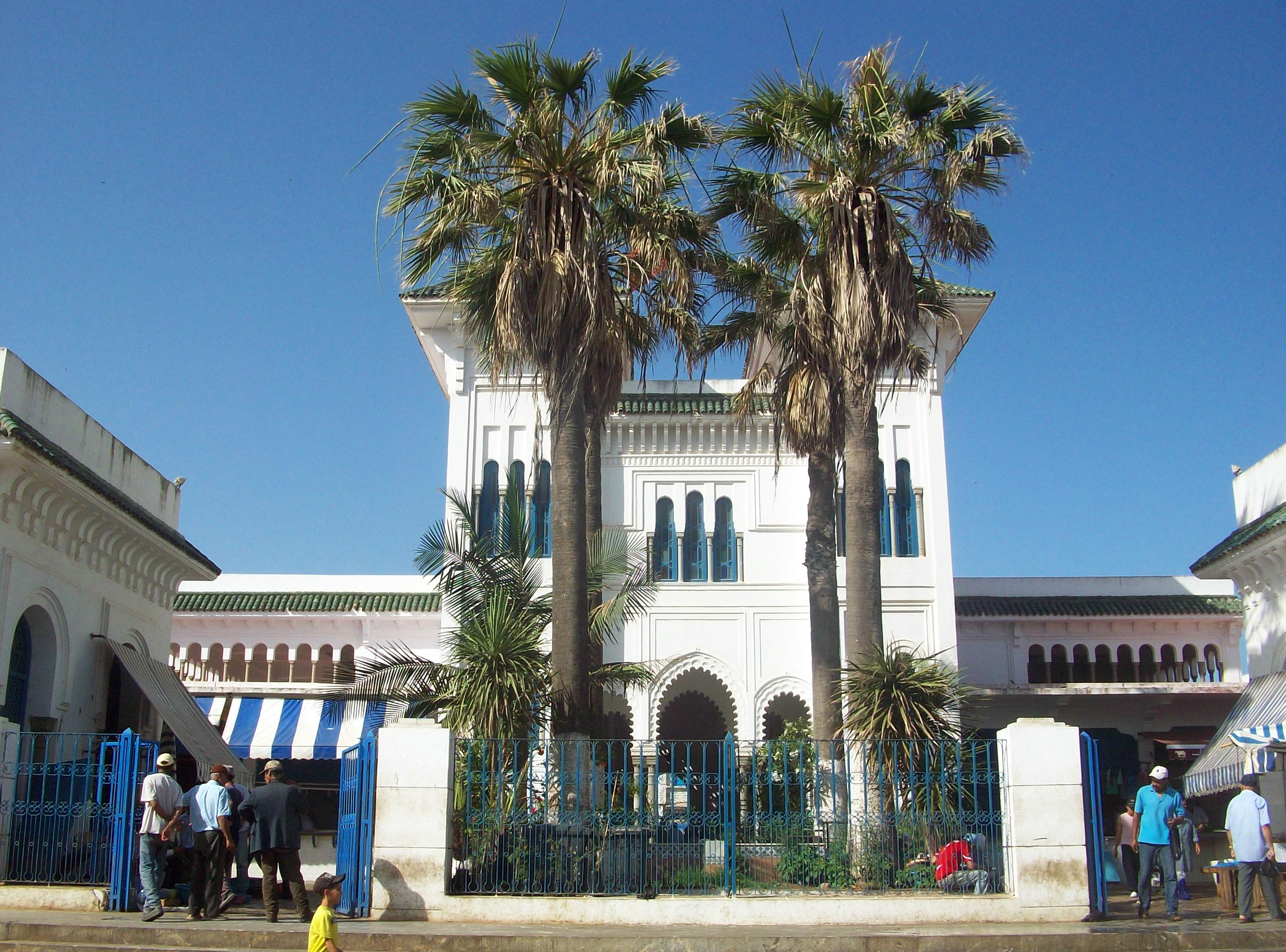
سوق العرائش
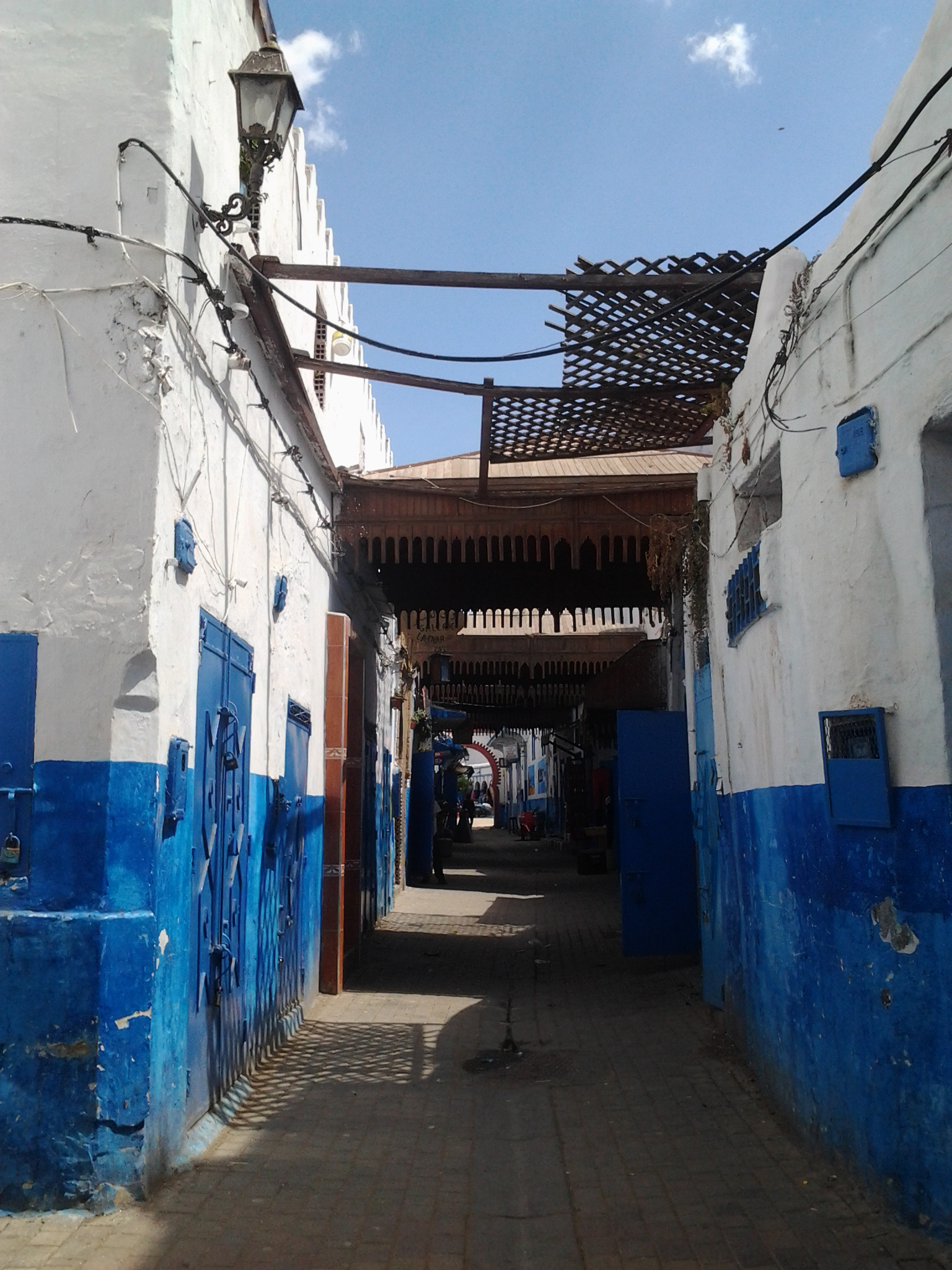
المدينة القديمة العرائش
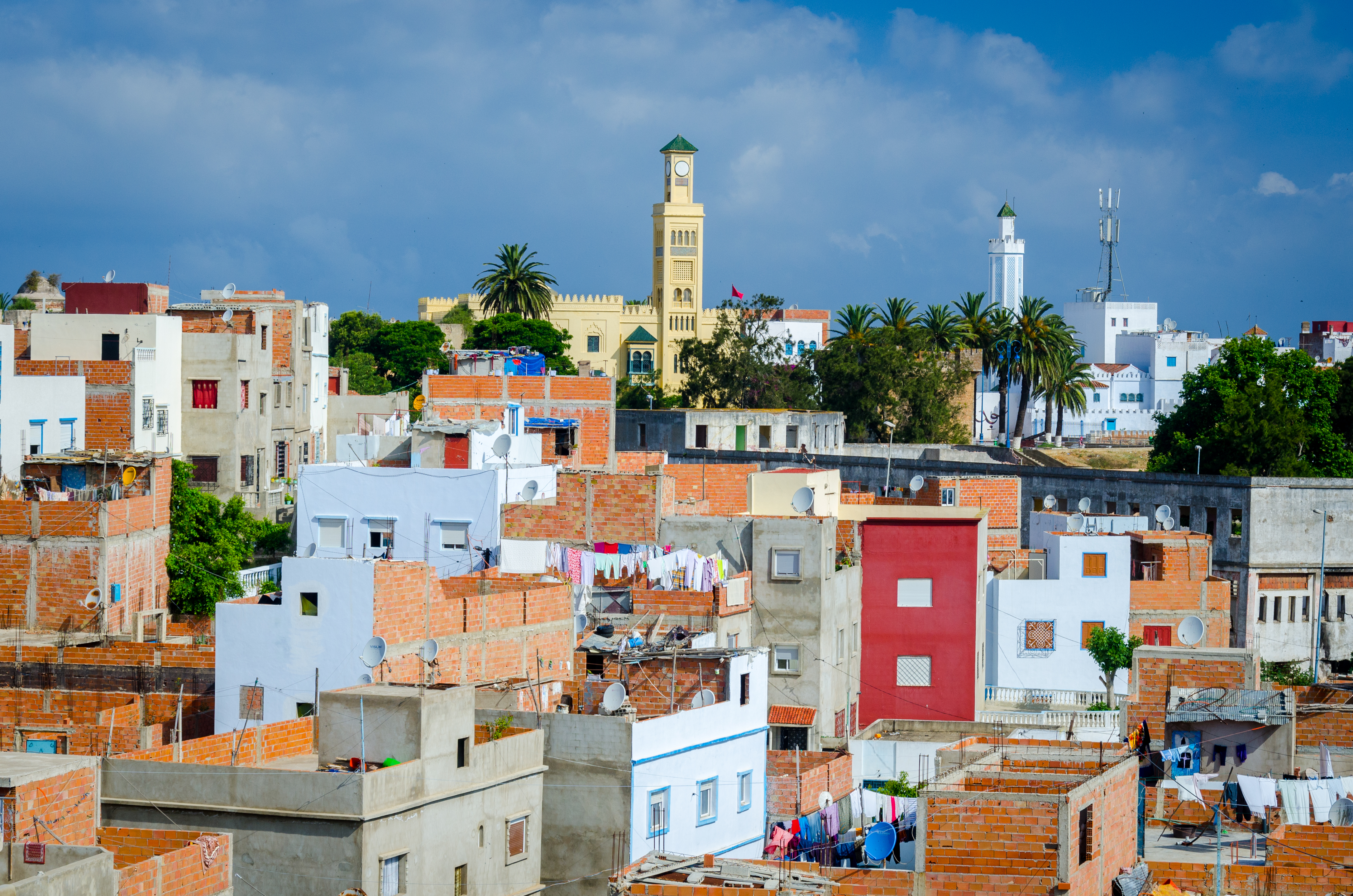
مدينة العرائش
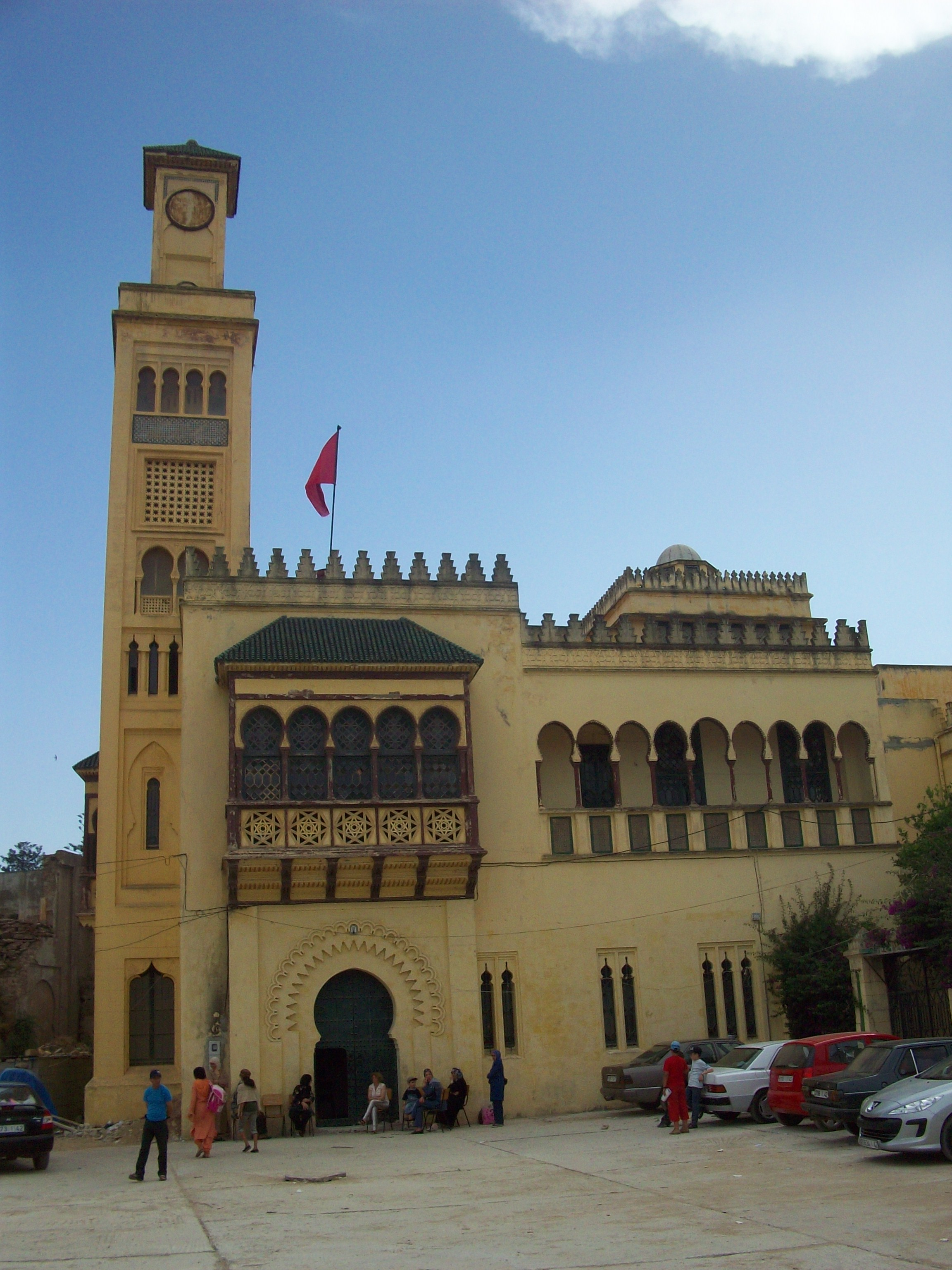
المعهد الموسيقي بالعرائش
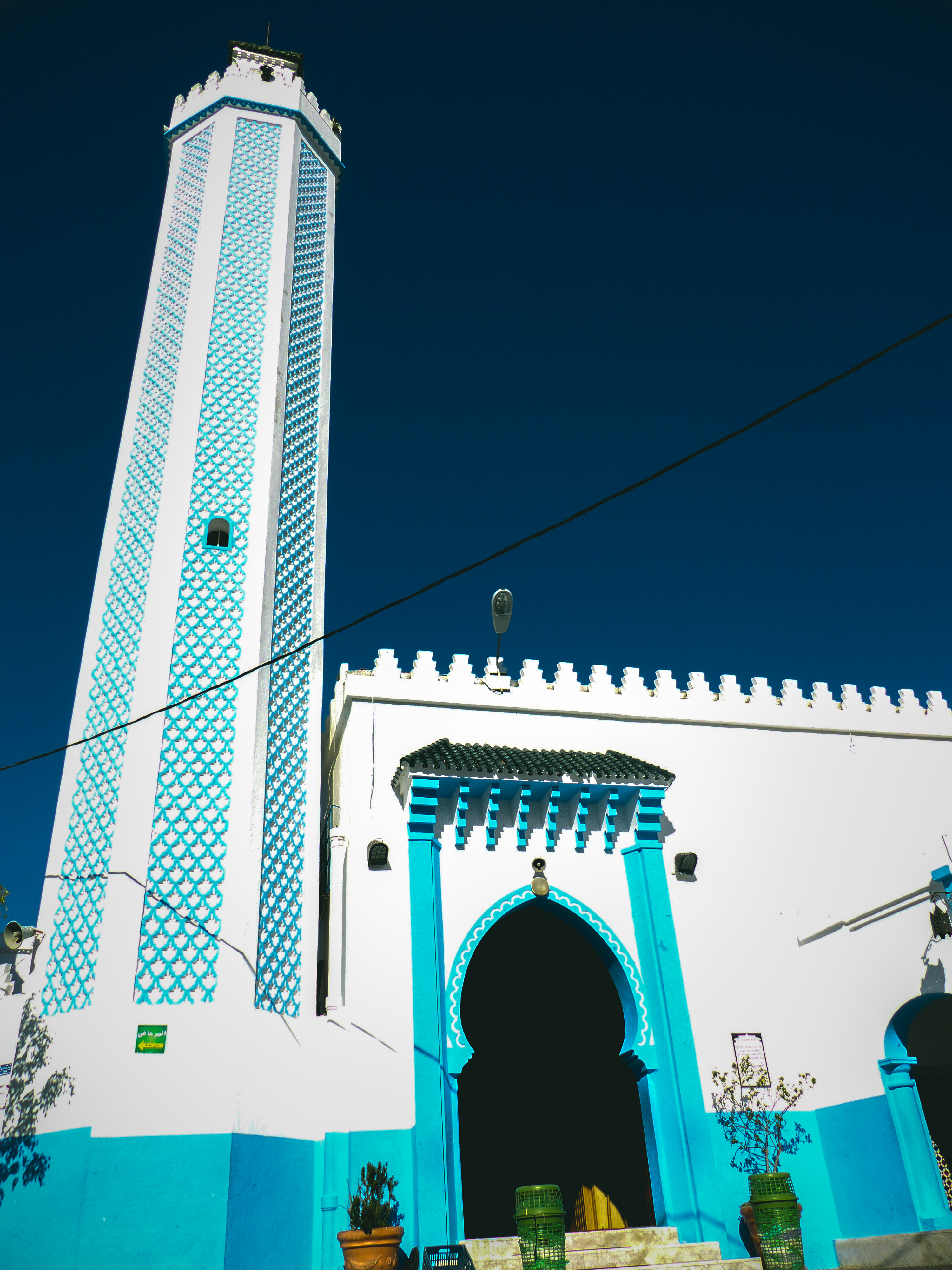
جامع الأنوار

## وصلات خارجية ومصادر
- (فيديو) وثائقي عن مدينة ليكسوس - العرائش
- (صفحة) ذاكــرة مديــنـة العــرائــش "أرشيفهم تاريخنا" ...  شكرًا لقضائكم بعض الوقت معنا بالصفحة وإعطائنا ملاحظاتكم واعجاباتكم فيما يخص مدينتنا. إننا نستجيب في العادة لجميع تعليقاتكم الواردة منكم وهي التي تكسبنا تشجيعا من أجل العمل على تطوير الصفحة وجعل العرائش المدينة الأكثر شعبية بالمغرب... الفيسبوك -FaceBook  على فيسبوك.
- موقع منتديات مدينة العرائش الإلكترونية
- Entry in Lexicorient
- نادي المقاولون الشباب بالعرائش